# G-funk
G-Funk (gangster funk) är en subgenre till hiphop som kom till under det tidiga 1990-talet på USA:s västkust.

## Kännetecken
G-Funk kan karaktäriseras genom tre olika aspekter, dess musikaliska inslag, dess trummor och även dess textinnehåll.   
Det musikaliska med G-Funk kännetecknas med portamentosynthar, samplingar från Funk och eventuella inspelade instrument såsom exempelvis el-bas (basgångarna i G-Funk är oftast väldigt djupa) och blåsinstrument. Användningen av talkbox-modul är heller inte ovanlig inom G-Funk, särskilt i refrängpartierna.
Trummorna är ofta tydligt programmerade med trummaskiner. Baskaggarna tenderar att vara tunga och tydliga, hi-hatsen korta och vassa och virvelslagen kan förstärkas av tunga handklapp. Handklapp och "riktiga" instrument är mycket vanligt förekommande än i gangstarap och övrig rap-musik under 1990-talet. Med sina melodiösa refränger fick g-funken stor kommersiell framgång.
Vad gäller texterna i G-Funk bär dessa på många likheter med subgenren gangstarap och berör alltså ofta gängliv på ett romantiserat vis. Övriga återkommande teman är bland andra sex, representationer av orter och att må bra. Texterna ter sig ofta beskrivande och rappen framförs främst på ett aningen avslappnat sätt och ackompanjeras inte alltför sällan av kvinnlig sång under refrängerna. Den största tyngden hos G-Funk ligger dock på dess sound snarare än på dess texter.

## Historia

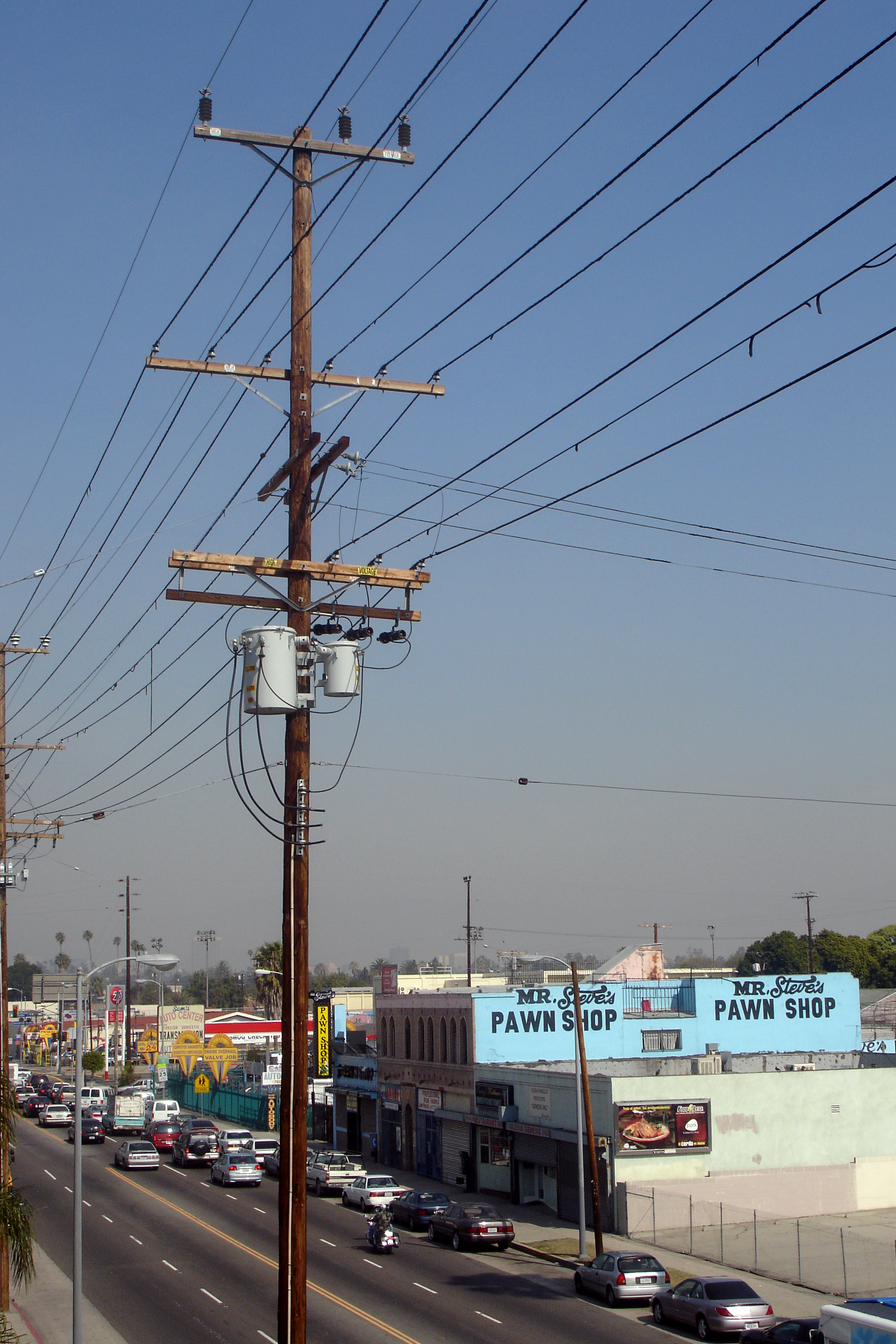
South Central Los Angeles

G-Funk grundades i Los Angeles av rapparen/producenten Dr. Dre under det tidiga 1990-talet. Influenserna till subgenren kom dock från hiphopartister och producenter som Too Short från Oakland under 1980-talet. Too Short samplade även funkmusik i sina hip-hopproduktioner, vilka även innehöll djup bas. Den stora skillnaden mellan den tidigare typen av hip-hop från Oakland och G-Funk som Dr. Dre kom att utveckla ur denna var främst användandet av portamentosynthar.
Dr. Dre var under slutet av 1980-talet samt början av 1990-talet medlem i rapgruppen N.W.A och aktiv inom den redan existerande subgenren gangstarap. Han stod som producent såväl som rappare på båda gangstarap-albumen Straight Outta Compton (1988) och Niggaz4Life (1991) från N.W.A. Trots att det finns små kännetecknande spår av G-Funk i Niggaz4Life (med sinusvågs-synthar och funksamplingar) var det först med Dr. Dres soloalbum The Chronic (1992) som begreppet och subgenren G-Funk etablerades. I och med The Chronics stora framgång, samt framgångar med låtar från artister såsom Snoop Dogg och Blackstreet där Dr. Dre stod bakom produktionen blev G-Funk-soundet väldigt populärt. Soundet imiterades sedan av andra producenter tills det under mitten av 1990-talet blev den subgenre som kom att dominera hip-hop. G-Funken höll sig stadig fram tills 1996 då subgenrens popularitet avtog ihop med att Dr. Dre lämnade skivbolaget Death Row Records som han tidigare släppt The Chronic genom. Många äldre p-funkartister fick i och med g-funken ett uppsving och medverkade ofta på g-funkskivor. I stort sett alla sångare, musiker och rappare som utövade g-funk kom från USA:s västkust.

## Lista över artister inom G-Funk

### Amerikanska G-funk artister
- Dr. Dre
- Nate Dogg
- Snoop Dogg
- Above The Law
- Mac Dre
- Tha Dogg Pound
- Ant Banks
- Spice 1
- Warren G
- DJ Quik
- Tupac Shakur (2 Pac)
- Ice-T
- Ice Cube
- N.W.A
- Eazy-E
- The Notorious B.I.G.
- MC Ren
- Too Short
- WC

### Svenska G-funk artister
- Näääk

### Svenska G-funk-grupper
- Infinite Mass